# José Ribeiro de Macedo
Natural de Porto de Cima, no litoral paranaense, Comendador José Ribeiro de Macedo nasceu no dia 12 de agosto de 1840 e faleceu em 27 de julho de 1917, em Curitiba. Era filho de Manoel Ribeiro de Macedo e Francisca de Paula Pereira de Macedo.
Importante líder da produção de erva-mate, na época, o principal produto de exportação do Paraná, nos idos de 1890, Comendador Macedo integrou o grupo de empresários capitaneados por Ildefonso Pereira Correia, o Barão do Serro Azul, inscrevendo seu nome entre os fundadores da Associação Comercial do Paraná (ACP). Em meio ao período conturbado da Revolução Federalista, José Ribeiro Macedo foi eleito para substituir na presidência da Casa o Barão do Serro Azul, em 1893, voltando a ocupar o cargo em 1913. 
Macedo é considerado um dos fundadores da Universidade do Paraná, a atual UFPR. Na oportunidade, o paranaense apoiou Rocha Pombo na criação da instituição que viria a se tornar uma das mais significativas e a primeira em âmbito nacional. 
É também o criador do Clube de Leitura do Porto de Cima.
Comendador Macedo foi casado com Laurinda Rosa de Loyola Macedo e é um dos proeminentes de uma tradicional família curitibana, inclusive tendo como um de seus bisnetos o ex-prefeito da cidade, Rafael Greca de Macedo. 
A cidade que o acolheu prestou-lhe homenagem ao emprestar seu nome a uma importante via do eixo central. A Rua Comendador Macedo possui 650 metros de extensão e tem início na Praça do Expedicionário, no Alto da XV, e término na Rua Conselheiro Laurindo.
1. ↑  [acpr.com.br «Associação Comercial do Paraná»] Verifique valor |url= (ajuda)
2. ↑  [curitibaspace.com.br «Curitiba Space»] Verifique valor |url= (ajuda)